# Șoldănești
Șoldănești è una città della Moldavia capoluogo del distretto omonimo di 6.304 abitanti al censimento del 2004.